# Steve Rowland
Steve Rowland (Los Angeles, 3 september 1932) is een Amerikaanse muziekproducent, zanger, acteur en auteur.

## Biografie
Rowland werd geboren als Stephen Jacob Rowland op 3 september 1932 in Los Angeles, als zoon van Ruth Cummings en filmregisseur Roy Rowland. Zijn grootoom aan moederszijde was Louis B. Mayer. Hij groeide op in Beverly Hills. 
In de jaren 1950 speelde hij gastrollen in televisieseries zoals The Rifleman, Bonanza, Wanted: Dead or Alive en had hij een terugkerende rol in The Life and Legend of Wyatt Earp. Hij was ook te zien in films, met bijrollen in onder andere Crime in the Streets (1956), Gun Glory (1957), The Thin Red Line (1964), Gunfighters of Casa Grande (1964) en Battle of the Bulge (1965). De laatste drie films werden opgenomen in Spanje.
Tijdens het draaien van vijf films in Spanje kende Rowland ook succes in de Spaanse hitlijsten met de groep Los Flaps. De aantrekkingskracht van de opwindende Britse muziekscene in de Swinging Sixties bracht hem naar Londen, waar hij dertien Top Tien hits produceerde voor Dave Dee, Dozy, Beaky, Mick & Tich. Onder die wereldwijde hits bevonden zich "Hold Tight", "Zabadak", "Bend It" en "The Legend of Xanadu".
Hij was de ontdekker van Peter Frampton en van The Herd. Met het nummer "A Way Of Life" behaalde hij een zesde plaats in de UK Singles Chart met zijn eigen groep The Family Dogg. Hij produceerde hits voor P.J. Proby en voor The Pretty Things. In 1971 produceerde hij het album Coming From Reality voor Rodriguez. In de jaren 1970 werd hij bekroond met een gouden album en een ASCAP-prijs voor het produceren van Jerry Lee Lewis - The Session...Recorded in London with Great Artists. Eind jaren 1970 was hij creatief manager voor Hansa/Ariola, waar hij de ontdekker was van The Cure en waar hij de Thompson Twins binnenhaalde en verantwoordelijk was voor Boney M. en Japan.
In 1988 had hij zijn eigen platenlabel genaamd Dr. Beat en werd later creatief directeur van Wham Records. Eind 1993 werd Rowland directeur van Pavilion Studios en richtte een productiebedrijf op dat samenwerkte met een aantal jonge dj's, producers en artiesten. In die periode probeerde hij de toen nog onbekende Spice Girl Geri Halliwell te contracteren. In 1995 werd hij directeur van Media Bank UK, een internationaal productiebedrijf gevestigd in Hongkong.
In 2008 publiceerde hij een collectie memoires over de jaren dat hij opgroeide in Hollywood onder de titel "Hollywood Heat: Untold Stories of 1950s Hollywood", met insiderverhalen over onder andere Elvis Presley, Tony Curtis, James Dean, Marilyn Monroe en Natalie Wood.